# Атлант-М
«Атлант-М» — белорусская компания, владелец сети автосалонов и автомобильных технических центров. Полное наименование управляющей компании — ООО «Международный автомобильный холдинг „Атлант-М“», штаб-квартира — в Минске. Собственники по состоянию на 2017 год — сооснователи Сергей Савицкий (65,67 %) и Олег Хусаенов (33,33 %).

## История
Основана 10 сентября 1991 года. Были приобретены места на «Российской автомобильной бирже», компания начала торговать автомобилями ВАЗ и МАЗ. В 1994 году заключено дилерское соглашение с корпорацией Volkswagen, позволяющее продавать автомобили марки Volkswagen в Беларуси, в 1998 году аналогичное соглашение заключено для территории России. В 1999 году получен статус генерального импортера Volkswagen в Беларуси и приобретён контрольный пакет акций генерального импортера Volkswagen на Украине (компании «Интеркар Украина»).
В дальнейшем компания стала дилером марок Škoda, Saab, Chevrolet, Hummer, Opel, Ford и Kia в Санкт-Петербурге, Москве, Харькове, Минске, Киеве. В 2003 году был подписан прямой дилерский контракт с Mazda в Беларуси.
В 2006 году приобретена петербургская компания «Мультимоторс» (входила в холдинг «Евросиб») — официальный дилер Cadillac, Chevrolet, Hummer, Opel, Saab в России.

## Деятельность
По состоянию на 2020 год компании принадлежат более 23 автоцентра в 8 городах России, Украины и Беларуси: Москве, Санкт-Петербурге, Орле, Смоленске, Минске, Киеве, Днепропетровске, Харькове, компания торгует 9 автомобильными марками, в том числе Volkswagen, Ford, Kia, Mazda, Jaguar, Land Rover, Lexus, Toyota, Geely.
Оборот в 2011 году составил свыше 29,5 млрд руб., а в 2012 достиг 41,6 млрд (около $1,3 млрд по курсу на конец 2012 года). За 2015 год оборот составил $371 млн.
Входила в число крупнейших непубличных компаний России: согласно ежегодному рейтингу русского издания Forbes занимала в 2012 году в соответствующем рейтинге 65-ю позицию. В 2011 году входила в «Топ-500 крупнейших компаний Центральной и Восточной Европы» по версии Deloitte Touche Tohmatsu.